# نادي فيسترلو
نادي فيسترلو الملكي لكرة القدم (بالهولندية: Koninklijke Voetbal Club Westerlo) نادي كرة قدم بلجيكي يلعب في دوري الدرجة الممتازة. تم تأسيس النادي في عام 1933.

## روابط خارجية
- K.V.C. Westerlo